# Grace Woodruff Cartwright
Grace Woodruff Cartwright (? - 20 de fevereiro de 2003) foi uma fazendeira e conservacionista norte-americana. Ela é "creditada por ajudar a construir o sistema de parques de Weatherford, liderando o Texas em projectos de conservação e embelezamento, melhorando a vida nas áreas rurais e incentivando o ensino superior na University of North Texas".

## Biografia
Grace Woodruff nasceu em Paradise, Texas. Ela frequentou o North Texas State Teachers College, graduando-se em 1929 em Economia Doméstica. Em 1931, ela casou-se com o fazendeiro E. B. Cartwright. Eles estabeleceram-se ao sul de Weatherford, Texas.
Cartwright trabalhou como agente de extensão para a Texas A&M University. Em 1949, ela tornou-se na primeira mulher a fazer parte do conselho de regentes da University of North Texas. Cartwright transplantou centenas de árvores do seu rancho para o estádio da universidade. Ela também doou mais de uma dúzia de bolsas de estudo na universidade.
Em 8 de março de 1949, Cartwright fundou o Garden Study Club de Weatherford, "para estimular e encorajar o interesse em jardinagem, o estudo do paisagismo e a melhoria dos terrenos domésticos, o estudo e protecção da flora e pássaros nativos e a preservação de pontos de beleza natural." Na mesma época, Cartwright teve sucesso numa campanha com o objectivo de levar serviços modernos para Tin Top, no condado de Parker, Texas.
Cartwright organizou a Associação do Vale do Brazos após a inundação do Rio Brazos.
Cartwright foi incluída no Corredor da Fama das Mulheres do Texas em 1985. Ela também ganhou um prémio ambiental Lady Bird Johnson de Keep America Beautiful. O Parque Cartwright em Weatherford leva o nome dela.